# Eric André
Eric André, född 4 april 1983 i Boca Raton, Florida, är en amerikansk skådespelare.
André har bland annat medverkat i filmerna Trolls 3 och Sing 2. Han har även medverkat i TV-serien Disenchantment.

## Filmografi (i urval)
- 2013–2014 – Två panka tjejer (TV-serie)
- 2018–2022 – Disenchantment (TV-serie)
- 2021 – Familjen Mitchell mot maskinerna
- 2021 – Sing 2
- 2023 – Trolls 3